# Ranisankail
Ranisankail è un sottodistretto (upazila) del Bangladesh situato nel distretto di Thakurgaon, divisione di Rangpur. Si estende su una superficie di 287,59 km² e conta una popolazione di 222.284  abitanti (censimento 2011).